# UNOVIS

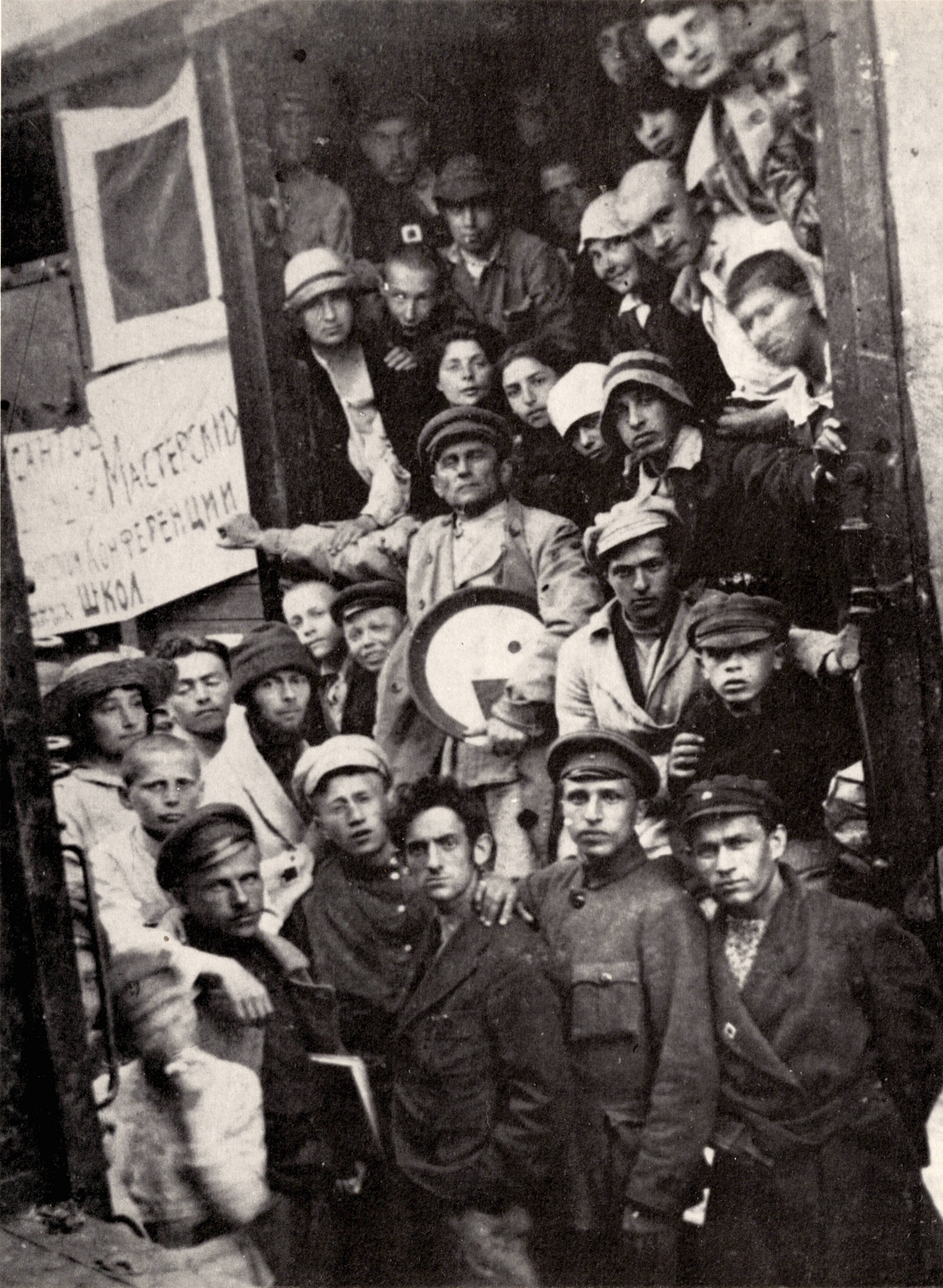
Gruppfoto av UNOVIS från 1920. I mitten ses Malevitj och i bakgrunden hänger den svarta kvadraten som blev till en symbol för gruppen.

UNOVIS (УНОВИС), också känt som MOLPOSNOVIS och POSNOVIS, var ett kortlivat men inflytelserikt konstnärskollektiv inom rysk avantgarde, grundat 1920 vid konstskolan i staden Vitebsk, med  Kazimir Malevitj som sin främsta fixstjärna.
Initialt bildades gruppen under namnet MOLPOSNOVIS, och fokuserade på att undersöka och utveckla nya konstteorier och -koncept. Under Malevitj ledarskap bytte gruppen namn till UNOVIS, och fokuserade främst på suprematism. Gruppen upplöstes 1922.

## Historik
Den 17 januari 1920 grundade Malevitj och El Lisitskij den kortlivade Molposnovis (Unga anhängare av den nya konsten), vilket var en protosuprematistisk organisation med studenter, professorer och andra konstnärer. Efter en stormig dispyt mellan de "unga" och "gamla" generationerna och efter två namnbyten omskapades gruppen i februari till att bli UNOVIS (УНОВИС). Namnet är en förkortning av Утвердители нового искусства som ungefär skulle kunna översättas till "Ja till den nya konsten". Några av medlemmarna utöver Malevitj och El Lisitskij var Il'ia Chatshnik och Vera Jermolajeva. Under Malevitj ledarskap arbetade de med en suprematistisk balett koreograferad av Nina Kogan och med att återuppsätta den futuristisk operan Segern över solen (Победа над Cолнцем) av Michail Matiusjin och Aleksej Krutjonych från 1913. Hela gruppen valde att tillskriva kollektivet allt arbete och det mesta som skapades undertecknades inte med namn eller signaturer utan med gruppens svarta kvadrat. Medlemmarna började också bära den svarta kvadraten som en symbol på sina kläder. Symbolen var en hommage till Malevitj och hans målning "Den svarta kvadraten" och det kollektivistiska greppet fungerade som en symbolisk omfamning av det kommunistiska idealet. I en tidig pamflett från 1919 står det "Bär den svarta kvadraten som en markör för världsekonomin. Rita den röda kvadraten på din arbetsplats som en markör för världsrevolutionen inom konsten." Gruppen upplöstes 1922.